# Polyéther

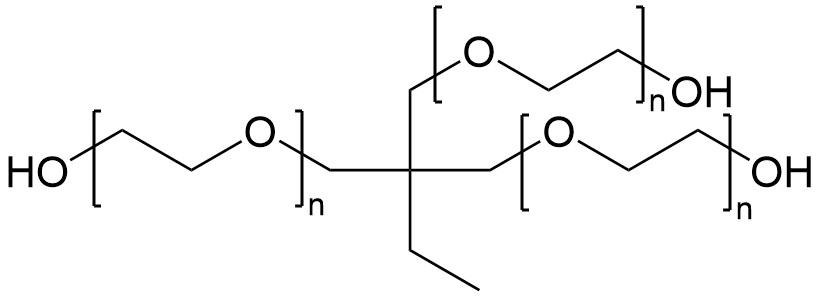
Structure de. On y retrouve un motif de répétition contenant le groupe éther.

Un polyéther est un polymère dont le squelette macromoléculaire contient des motifs de répétition contenant le groupe éther.
Les chaînes macromoléculaires des polyéthers ont généralement comme groupes terminaux des fonctions hydroxyle (-OH). Les polyéthers peuvent être aliphatiques ou aromatiques, on parle alors dans ce second cas de polyaryléther.

## Polyéthers aliphatiques
Les noms des polyéthers aliphatiques dépendent de leur masse molaire :
- à faible masse, les groupes terminaux influencent les propriétés de ces polymères et on les appelle des polyéthers glycols ou tout simplement glycols ;
- à masse élevée, l'influence de ces groupes est beaucoup plus faible et les polyéthers sont nommés différemment.

Le tableau suivant donne quelques exemples de polyéthers aliphatiques.
| Noms du polymère à faible masse                                               | Noms du polymère à masse élevée                                                        | Préparation par                                                                             | Motif de répétition | Noms de marques (exemples)            |
| ----------------------------------------------------------------------------- | -------------------------------------------------------------------------------------- | ------------------------------------------------------------------------------------------- | ------------------- | ------------------------------------- |
| Paraformaldéhyde                                                              | Polyoxyméthylène (POM) ou polyacétal ou polyformaldéhyde                               | Polymérisation par étapes du formaldéhyde                                                   | -CH2-O-             | Delrin de DuPont                      |
| Polyéthylène glycol (PEG)                                                     | Oxyde de polyéthylène (PEO), poly(oxyéthylène) (POE) ou poly(oxyde d'éthylyène) (PEOX) | Polymérisation par ouverture de cycle de l'oxyde d'éthylène                                 | -CH2-CH2-O-         | Carbowax de Dow Chemical              |
| Polypropylène glycol (PPG)                                                    | Oxyde de polypropylène, poly(oxypropylène) (POP) ou poly(oxyde de propylène) (PPOX)    | Polymérisation par ouverture anionique de cycle de l'oxyde de propylène                     | -CH2-CH(CH3)-O-     |                                       |
| Polytétraméthylène glycol (PTMG) ou poly(tétraméthylène éther) glycol (PTMEG) | Polytétrahydrofurane (PTHF)                                                            | Polymérisation par ouverture de cycle du tétrahydrofurane en présence d'un catalyseur acide | -CH2-CH2-CH2-CH2-O- | Terathane de Invista, PolyTHF de BASF |